# Ab Anbar

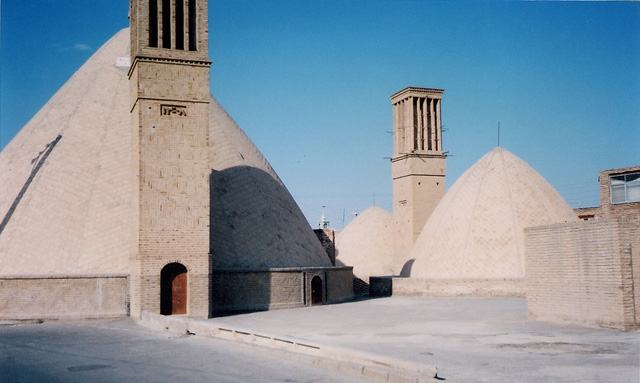
Ein Ab Anbar mit doppelten Kuppeln und Windfängern in der zentralen Wüstenstadt Nain, nahe Yazd

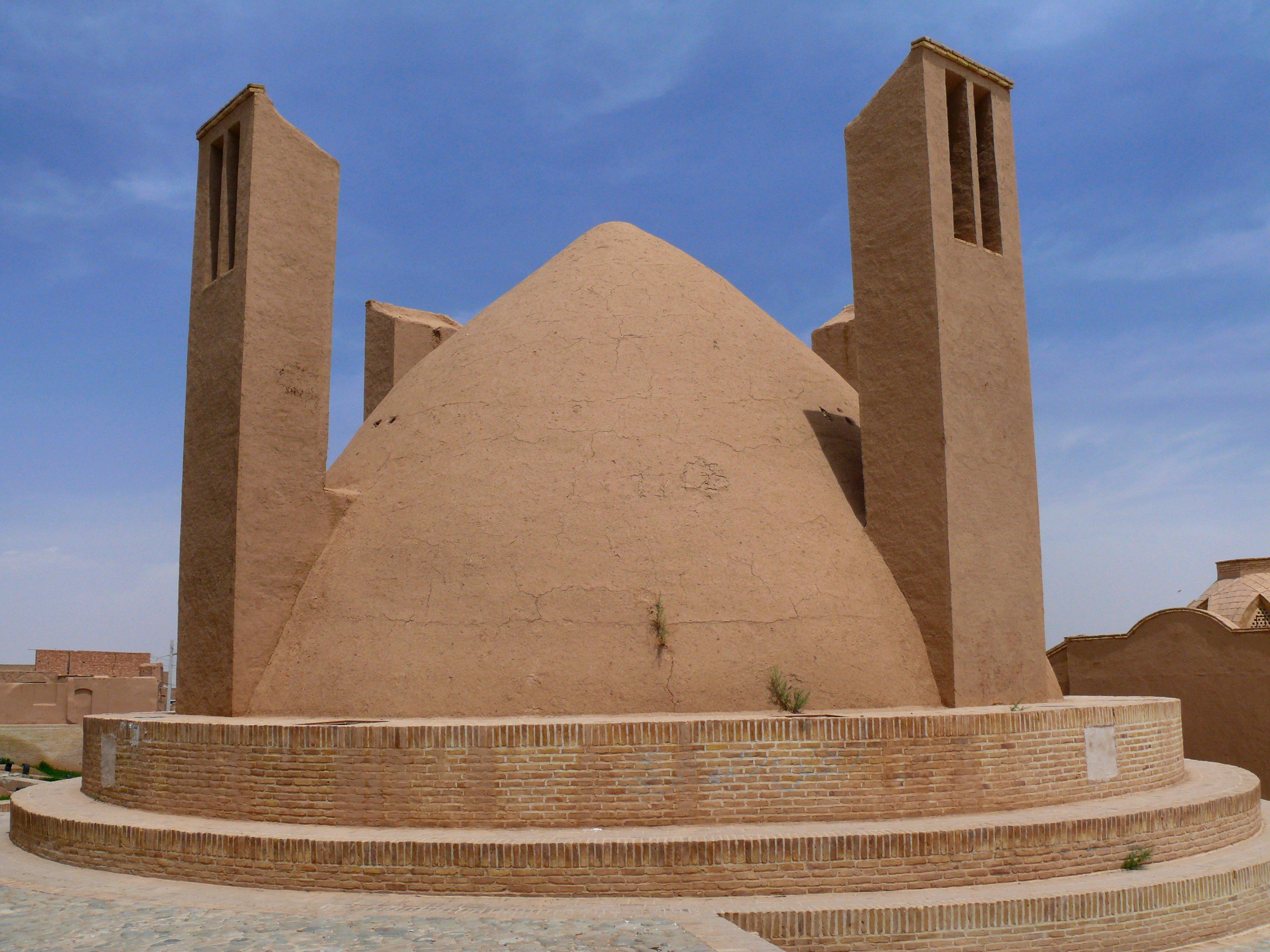
Ab Anbar in der Stadt Meybod, Provinz Yazd

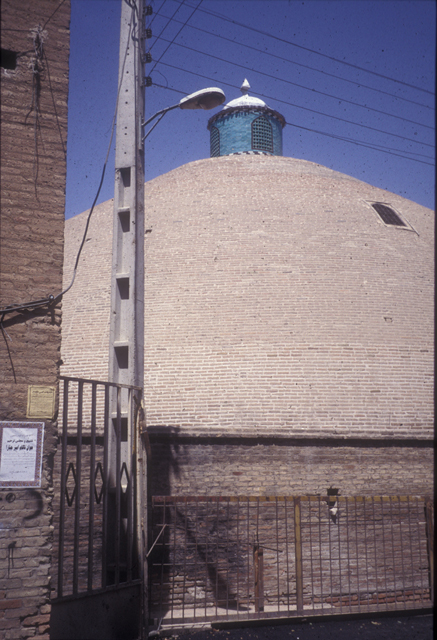
Der Ab Anbar von Sardar-i Bozorg in Qazvin ist der größte von einer stützenlosen Kuppel überdachte Ab Anbar im Iran

Ab Anbar, persisch آب انبار āb anbār, ‚Wasserspeicher, Zisterne‘, bezeichnet traditionelle Trinkwasserreservoirs auf dem Gebiet der iranischen Völker sowie teilweise in Usbekistan, die als Zisterne im Boden vertieft angelegt und häufig von Kuppeln über Geländeniveau überwölbt werden. 
Einige große Ab Anbars dienen einem Gebäude als Untergeschoß; so befindet sich über dem Ab Anbar von Haj Agha Ali in Kerman eine Karawanserei und über dem Ab Anbar von Vazif nahe Isfahan eine Moschee.
Der Ab Anbar mit der größten Rundkuppel im Iran ist der Sardar-e Bozorg in Qazvin.
Ein Meisterwerk ist die Kuppel des Speichers in Soltaniyeh.

## Bauweise
Ab Anbars haben einen rechteckigen oder runden Grundriss. Beispiele für die rechteckige Bauform findet man im Ort Qazvin. Typische Vertreter des runden Grundrisses finden sich in Yazd.
Es ist nicht bekannt, warum an manchen Stellen rechteckige und an anderen runde Grundrisse bevorzugt wurden. Bei runden Kuppeln wirkt der Wasserdruck gleichmäßiger auf die Wände des Speichers. Die größten Ab Anbar sind jedoch mit rechteckigen Kuppeln versehen. Der Ab Anbar Sardar-e Bozorg in Qazvin, der von Sardar Hosein Qoli Khan errichtet wurde, besitzt eine quadratische Kuppel.
Verschiedene Ausführungen der Gewölbekonstruktion des Speichers werden als Ahang, Kalanbu oder Kazhāveh bezeichnet. 
Die unterirdischen Behälterwände dienen Kuppeln und Gewölben als Widerlager und machen sie widerstandsfähig gegenüber Erdbeben.
Einige der rechteckigen Kuppeln werden von Säulen innerhalb des Speichers abgestützt. Der Ab Anbar Sardar e Kuchak in Qazvin wurde mit einer einzelnen, massiven Säule in der Mitte des Speichers errichtet, die im Mittelpunkt von vier von Kuppeln überspannten Feldern steht, die jeweils eine Grundfläche von 8,5 x 8,5 m² aufweisen. Der Ab Anbar unter dem Zananeh Basar in Qazvin besitzt vier Säulen, während der Seyed Esmail Ab Anbar in Teheran 40 Säulen besessen haben soll.
Die bis zu 2 Meter dicken Wände des Behälters sind aus Backsteinen (genannt Ajor Ab Anbari) gemauert, die innenseitig mit einer bis 3 cm starken Schicht eines wasserundurchlässigen Mörtels verputzt werden. Des als Sarooj bezeichnete Mörtel enthält je nach Region neben Sand und Kalk teilweise auch Eiweiß, Lehm, Ziegenhaar und Asche.
Die Wände einiger der größten Ab Anbars sind zweischalig gemauert.
Die Speicher wurden teilweise mit Messing- oder Bronzeplatten ausgelegt. Agha Muhammad Khan, ein Monarch des 18. Jahrhunderts, soll das Metall vom Boden des Ab Anbahs der öffentlichen Badeanstalten von Ganjali Khan heben lassen haben, um Geschosse für den Krieg aus ihnen zu fertigen.

## Ausführung
Einige Quellen berichten, dass die Baumeister zunächst den Wasserspeicher erbauten und diesen anschließend mit Heu und Stroh komplett auffüllten, bevor sie mit der Konstruktion der Kuppel begannen. Nachdem die Kuppel vollendet war, wurde das Stroh angezündet, wodurch der Raum im Speicher wieder frei wurde. Dass beim Bau der Speicher Gerüste verwendet wurden, lässt sich heute noch an den Befestigungslöchern für diese in den Wänden nachweisen.
Eine einfachere Bauweise bestand darin, zunächst einen Graben dort auszuheben, wo die Wände stehen sollten. Dieser Graben wurde dann mit einem Mörtel gefüllt, der mehrere Tage aushärtete. Anschließend wurde das Innere des Ab Anbars ausgehoben und der Boden gegossen. Nachdem ein Dach über dem Bauwerk errichtet worden war, wurden die Wände mit dem wasserundurchlässigen Mörtel verputzt und der Ab Anbar konnte befüllt werden.

## Zugang zum Ab Anbar
Um Wasser zu zapfen, betritt man den Speicher durch den unverschlossenen Eingang (sar-dar) und steigt eine Treppe zur unterste Ebene des Ab Anbars hinab, den sogenannten Pasheer, wo sich die Wasserhähne sowie oft auch Sitzgelegenheiten, ein Abwasserabfluss und ein oder mehrere Ventilationsschächte befinden. Je nach der Tiefe, in der sich die Wasserhähne befinden, ist das Wasser kälter oder wärmer. Einige Speicher besitzen Hähne in unterschiedlichen Tiefen entlang der Treppe.
Um Kontaminationen zu vermeiden, besteht kein direkter Zugang zum gespeicherten Wasser.

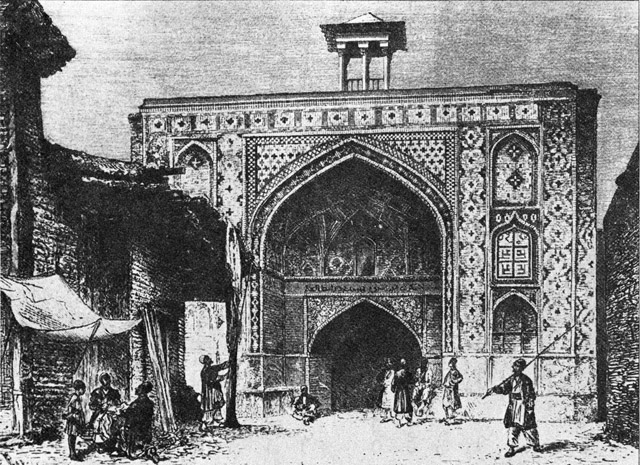
Der sar-dar des Ab Anbar von Haj Kazem in Qazvin, nach einer Zeichnung der französischen Archäologin Jane Dieulafoy aus der Mitte des 19. Jahrhunderts

In einigen Ab Anbars, wie in dem in Qazvin bilden Treppenhaus und der eigentliche Speicher eine bauliche Einheit. Andere, wie der Ab Anbar in Yazd, weisen keine strukturelle Verbindung zwischen Treppenhaus und Wasserspeicher auf. Große Ab Anbars können mehr als ein Treppenhaus und auch mehrere Entnahmestellen besitzen.
Die Treppe des großen Ab Anbar Sardar-e Bozorg führt auf 50 Stufen vom Straßenniveau zu den Wasserzapfstellen des Pasheer in einer Tiefe von 17 m. In Qazvin existiert der Ab Anbar Haj Kazem mit 38 Stufen, der Ab Anbar unter der Nabi Moschee mit 36 Stufen, derjenige unter der Jame’ Moschee mit 35 Stufen und der Ab Anbar Zabideh Khatun mit 20 Stufen. Lange Treppen besitzen bis zu drei Absätze im Treppenverlauf. Ansonsten verlaufen alle Treppen linear.
Die für das Befüllen der Ab Anbars verantwortliche Person wird als Meerab bezeichnet, egal ob es sich um einen privaten oder öffentlichen Ab Anbar handelt. Eine seiner Hauptaufgaben besteht in der regelmäßigen Kontrolle der unterirdischen Zu- und Ableitungen, den sogenannten Kariz. Der Meerab öffnet den entsprechenden Kariz zur Befüllung eines Ab Anbars auf Anforderung. Eine Nacht genügt in der Regel zum Befüllen eines typischen privaten Ab Anbars. Einmal jährlich wird der Ab Anbar von Sedimenten befreit. Dieser Vorgang wird Layeh-rubi genannt.

## Der Sar-dar
Der Sar-dar (سردر) ist ein gewölbter Eingang, der in den Ab Anbar hinabführt. Er beinhaltet die Treppe hinab zum Pasheer. Die Wände sind manchmal mit Sprüchen versehen und über dem Eingang findet sich oft der Name des Ab Anbars, des Erbauers, Stifters, oder des Stifters der letzten Reparatur sowie das Baujahr.

## Ventilation
Iranische Ab Anbare weisen meist ein bis sechs Windfänger-Türme auf. Insbesondere die Ab Anbare in Yazd, Kashan, Naeen und anderen iranischen Städten mit heißem Klima besitzen Windfänger zur Kühlung und Belüftung. Die Ab Anbars von Qazvin sind hingegen meist nur mit Ventilationsschächten oder kleineren Windfängern ausgestattet; wohl weil in der Region kalte Winter vorherrschen und die Sommer nur mäßig heiß sind.
Die Windfänger-Türme enthalten zwei parallele Schächte, so dass eine Windströmung beim Vorbeistreichen an der Mündung Luft in den Wasserspeicher hinabtreibt, während der Unterdruck auf der Rückseite Luft aus dem Inneren des Ab Anbars ansaugt.
Die massiv gemauerten Wände des Ab Anbars verhindern auch an heißen Tagen den Anstieg der Temperatur im Innern.

## Glossar
- Ab Anbar آب انبار: Wörtliche Übersetzung: Ab bedeutet Wasser und Anbar bedeutet Speicher. Eine speziell konstruierte, unterirdische Frischwasserzisterne, die normalerweise mit Windfänger-Türmen ausgestattet sind und aus einem Kariz gespeist werden.
- Gushvār گوشوار: Etwas, das in symmetrischer Form auf beiden Seiten eines Elements zu finden ist. Zum Beispiel zwei kleine Räume an den Seiten eines Durchgangs, Eingangs etc.
- Kariz كاريز: Ein unterirdischer Wasserkanal ähnlich einem Qanat.
- Layeh-rubi: Die periodische Reinigung eines Qanats, Karizes oder Ab Anbars von Sedimenten, die mit dem Wasser kommen.
- Maz-har مظهر: Die erste Stelle, an der ein Kariz oder Qanat an die Erdoberfläche tritt.
- Meerab ميرآب: Eine Person, die dafür verantwortlich ist, bei Bedarf Wasser über Karize oder Qanate in die Ab Anbars zu leiten.
- Nazr نذر: Ein Gebet, in der eine Person um einen Gefallen bittet und dafür ein Versprechen an eine geheiligte Entität abgibt.
- Pasheer پاشير: Der tiefste Punkt eines Ab Anbar Treppenhauses. Hier befindet sich normalerweise der Wasserhahn zur Wasserentnahme aus dem Wasserspeicher.
- Qanat قنات: Ein System miteinander verbundener Quellen, normalerweise ausgehend von erhöhten Standorten, die Wasser unterirdisch zu weit entfernten, tiefer liegenden Maz-Har führen.
- Saqqa-khaneh سقاخانه: Ein Ort (üblicherweise eine Nische in einer Gasse), an dem Kerzen entzündet werden und Gebete oder Nazr gesprochen werden.
- Sar-dar سَردَر: Ein portalartiger Eingang in ein Gebäude, eine Ab Anbar oder ähnliches, bzw. die Verzierungen oberhalb dieses Einganges.
- Sarooj ساروج: Ein spezieller, wasserdichter Mörtel, der beim Bau eines Ab Anbars Verwendung findet.

## Weiterführende Literatur
1. Memari e Islami e Iran. M. K. Pirnia. ISBN 964-454-093-X
2. Minudar or Babuljanne. Gulriz, Mohammad Ali. Taha publications. 3rd printing. Qazvin. 1381 (2002). ISBN 964-6228-61-5
3. Qazvin: ayinah-yi tarikh va tabi’at-i iran. Hazrati, Mohammad Ali. Sazeman e Irangardi va Jahangardi publications. Qazvin. 1382 (2003). ISBN 964-7536-35-6
4. Saimaa-yi ustaan-I Qazvain. Haji aqa Mohammadi, Abbas. Taha Publications. Qazvin. 1378 (1998). ISBN 964-6228-09-7
5. Memari-ye ab anbar haye shahr e Qazvin. Memarian, Gholamhosein. Asar. Vol 35. Miras Farhangi publications. Tehran (p187-197).
6. Sair e Tarikhi e banaayi Shahr e Qazvin va Banaha-yi an. Siyaghi, Dr. Seyd Mohammad Dabir. Sazeman e Miras e Farhangi. Qazvin. 2002. ISBN 964-7536-29-1
7. M.J. Strauss. Old ways of water management spring up again in arid regions. International Herald Tribune. Aug 20, 2005.